# Chi ha ucciso mia figlia?
Chi ha ucciso mia figlia? (A Killer Among Friends) è un film per la televisione drammatico statunitense del 1992, diretto da Charles Robert Carner. Il film è ispirato alla vera storia dell'omicidio di Michele Avila "Missy", assassinata dalle sue migliori amiche, Karen Severson e Laura Doyle, nell'ottobre 1985 in California.

## Trama
Jenny Monroe è una giovane e bellissima adolescente, amata dalla sua famiglia e ben vista da tutto il suo quartiere. Come tutte le cose belle, che durano poco, viene uccisa. Dopo tante ricerche si scopre che sono state le sue amiche, invidiose di lei, a ucciderla. La madre ed il detective donna della città non si arrendono, fino a quando scoprono la macabra realtà e che dietro ad una amicizia si celavano in realtà invidia e cattiveria.